# Trioza pallida
Trioza pallida är en insektsart som först beskrevs av Uichanco 1919.  Trioza pallida ingår i släktet Trioza och familjen spetsbladloppor. Inga underarter finns listade i Catalogue of Life.